# Châm Tầm (nước)
Châm Tầm (tiếng Trung: 斟鄩; bính âm: Zhēnxún) là tên một quốc gia bộ lạc từng tồn tại ở khu vực thuộc địa phận tỉnh Sơn Đông ngày nay trong suốt thời kỳ nhà Hạ, tổ tiên các quân chủ nước này có công giúp Hạ Vũ trị thủy nên đã được thụ phong trong hội nghị Miêu Sơn.

## Những dấu ấn trong lịch sử
Sau khi vua Trọng Khang nhà Hạ bị Hậu Nghệ đánh bại uất hận mà chết, con trai là đế Tướng chạy đến nước Châm Tầm nhờ vả vua nước này. Quân chủ nước này hết sức giúp đỡ nhà vua phát triển lực lượng và chỉ huy quân đội, đế Tướng ở đây từng đem quân chinh phạt thu phục một số bộ lạc man di để gian tăng thế lực. Lúc Hậu Nghệ sai Hàn Trác đem quân tiến đánh Châm Tầm thì đế Tướng lại chạy sang Châm Quán thị, một thời gian sau Hậu Nghệ lại xuất binh tấn công Châm Quán thị và đế Tướng lại chạy sang vùng Châm Tầm từng là quốc đô của vua Thái Khang ngày trước. Ở nơi đây đế Tướng lại tiếp tục xây dựng lực lượng tổ chức chiến tranh nhân dân với mục tiêu trường kỳ kháng chiến, tuy nhiên Hậu Nghệ không để yên cho nhà vua thời gian mà chuẩn bị tức tốc xua quân đánh dồn dập khiến đế Tướng thua to phải tự vẫn mà chết.
40 năm sau vua Thiếu Khang khôi phục lại cơ nghiệp nhà Hạ nhớ ơn nước này trước đã cưu mang cha mình bèn sai người đi tìm hậu duệ của Châm Tầm để tái phong, nước Châm Tầm nhờ đó được khôi phục và tiếp tục làm chư hầu phên dậu cho nhà Hạ. Không rõ sau khi vua Thành Thang nhà Thương đánh đuổi vua Hạ Kiệt ra Nam Sào thì nước Châm Tầm còn tiếp tục duy trì nữa không, ta chỉ có thể biết rằng nước này có mặt trên vũ đài lịch sử không dưới 400 năm.